# Enfassystem
Enfassystem är det normala systemet i byggnader för belysning och mindre elektriska apparater. Det består av en avsäkrad, spänningsförande ledare (fasledare) och en "returledare" (neutralledare) som är strömförande endast när en apparat är inkopplad mellan fasen och nollan. Många apparater kräver dessutom skyddsjord som förbinder apparatens hölje med jord. Numera krävs skyddsjord i nyinstallationer. 
Enfassystem i Sverige är vanligtvis avsäkrade med 10 ampere vilket vid den normala spänningen (230 volt) tillåter en uttagen effekt på 2300 watt. Det som sätter begränsningen är kabelns eller ledningens typ och area, högre belastning skulle kunna leda till överhettning och kabelbrand.
Apparater (exempelvis större motorer) som kräver mer effekt använder trefassystem d.v.s. tre faser, en nolla och en skyddsjord.